# Nuoliang Xiang
Nuoliang Xiang (kinesiska: 糯良, 糯良乡) är en socken i Kina. Den ligger i provinsen Yunnan, i den sydvästra delen av landet, omkring 400 kilometer sydväst om provinshuvudstaden Kunming. Antalet invånare är 14 665. Befolkningen består av 6 867 kvinnor och 7 798 män. Barn under 15 år utgör 20,0 %, vuxna 15-64 år 73 %, och äldre över 65 år 6,0 %.
Genomsnittlig årsnederbörd är 1 421 millimeter. Den regnigaste månaden är juli, med i genomsnitt 364 mm nederbörd, och den torraste är februari, med 6 mm nederbörd.